# 紀の川市立打田中学校
紀の川市立打田中学校（きのかわしりつ うちたちゅうがっこう）は、和歌山県紀の川市にある公立中学校。仙渓分校を有する。

## 所在地
本校
- 〒649-6405　和歌山県紀の川市東大井345
  - 北緯34度16分07秒 東経135度21分49秒 / 北緯34.26861度 東経135.36361度

仙渓分校
- 〒649-6435　和歌山県紀の川市東三谷900
  - 北緯34度17分17秒 東経135度20分34秒 / 北緯34.28806度 東経135.34278度

※児童自立支援施設「和歌山県立仙渓学園」を併設。

## 沿革

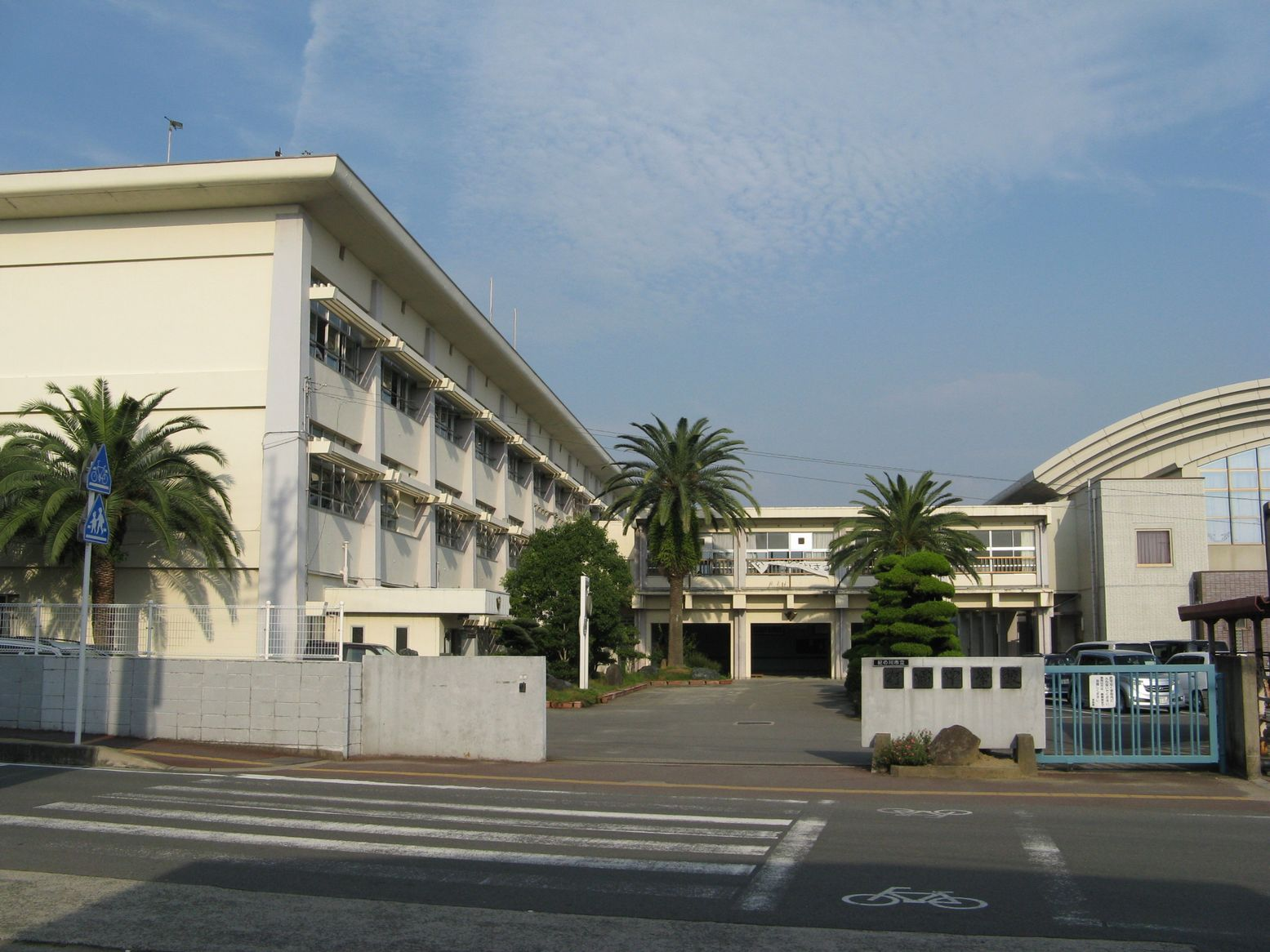
2012年以前の校舎

- 1963年（昭和38年）4月 - 打田町立田中中学校（田中小学校に併設）を統合。
- 2005年（平成17年）11月7日 - 那賀郡5町合併による紀の川市発足に伴い、紀の川市立打田中学校と改称。
- 2012年（平成24年）2月25日 - 校舎の老朽化に伴い、新校舎を建設。

## 通学区域
以下の小学校区。
- 紀の川市立田中小学校
- 紀の川市立池田小学校

## 周辺
- 紀の川市役所
- 池田郵便局

## 交通
- JR西日本和歌山線打田駅から北へ400m
- 紀の川市地域巡回バス 紀の川市役所にて下車

## 通学区域が隣接している学校
- 紀の川市立粉河中学校
- 紀の川市立荒川中学校
- 岩出市立岩出中学校
- 岩出市立岩出第二中学校
- （大阪府）泉南市立信達中学校
- （大阪府）泉佐野市立日根野中学校